# Anders Askegren
Anders Askegren, född 17 februari 1717 i Askeby socken, död 15 mars 1794 i Hagebyhöga socken, var en svensk präst i Hagebyhöga församling.

## Biografi
Askegren föddes 1717 i Askeby socken. Han var son till nämndemannen Isaac Gunnarsson och Brita Hemmingsdotter i Fläret. Askegren började sina studier vid i Linköping. Han blev vårterminen 1739 student vid Uppsala universitet, Uppsala. 13 juni 1749 blev han filosofie magister och prästvigde 24 december 1746 i Stockholm samt blev huspredikant och brukspredikant på Virsbo bruk i Västmanland. Askegren blev 1751 gymnasieadjunkt i Linköping. 1756 blev han konrektor och 26 juni 1759 rektor. Askegren blev 23 augusti 1762 lektor i grekiska. 25 februari 1765 blev han kyrkoherde i Hagebyhöga församling, Hagebyhöga pastorat. Han blev samma år prost. 1 april 1769 blev han kontraktsprost i Aska kontrakt. Askegren avled 1794 i Hagebyhöga socken.

### Familj
Askegren gifte sig 30 december 1754 med Elisabeth Höppener (1732-1791). Hon var dotter till Johan Höppener och Hedvig Jancke. De fick tillsammans barnen Hedda Brita (1756-1757), Ulrica Charlotta (1760-1768), Anders (1762-1829) och Johanna Maria (1769-1774).